# Chloroclystis palpata
Chloroclystis palpata är en fjärilsart som beskrevs av Walker 1862. Chloroclystis palpata ingår i släktet Chloroclystis och familjen mätare. Inga underarter finns listade i Catalogue of Life.